# Municipio de Galatia
El municipio de Galatia (en inglés: Galatia Township) es un municipio ubicado en el condado de Saline en el estado estadounidense de Illinois. En el año 2010 tenía una población de 1230 habitantes y una densidad poblacional de 25,36 personas por km².

## Geografía
El municipio de Galatia se encuentra ubicado en las coordenadas 37°50′15″N 88°39′2″O / 37.83750, -88.65056. Según la Oficina del Censo de los Estados Unidos, el municipio tiene una superficie total de 48.51 km², de la cual 48.2 km² corresponden a tierra firme y (0.62%) 0.3 km² es agua.

## Demografía
Según el censo de 2010, había 1230 personas residiendo en el municipio de Galatia. La densidad de población era de 25,36 hab./km². De los 1230 habitantes, el municipio de Galatia estaba compuesto por el 97.15% blancos, el 0.65% eran afroamericanos, el 0.81% eran amerindios, el 0.08% eran asiáticos, el 0.08% eran isleños del Pacífico, el 0.08% eran de otras razas y el 1.14% pertenecían a dos o más razas. Del total de la población el 1.14% eran hispanos o latinos de cualquier raza.